# Mocsári kéneslepke
A mocsári kéneslepke (Colias palaeno) a rovarok (Insecta) osztályának lepkék (Lepidoptera) rendjébe, ezen belül a fehérlepkék (Pieridae) családjába tartozó faj.

## Előfordulása
A mocsári kéneslepke Közép-Európában szigetszerű foltokban fordul elő, Skandináviában és Finnországban azonban nagyobb felületeken megtalálható. Régebben széles körben elterjedt volt. Megritkulását a tőzegmohalápok számának és kiterjedésének csökkenése okozta.

## Alfajai
- Colias palaeno aias
- Colias palaeno europomene
- Colias palaeno europome
- Colias palaeno orientalis
- Colias palaeno palaeno
- Colias palaeno poktusani
- Colias palaeno sachalinensis
- Colias palaeno synonyma

## Megjelenése
A mocsári kéneslepke elülső szárnya 3 centiméter hosszú, kénsárga, olykor halvány, szegélyén narancsszínű, finom rojtokkal.

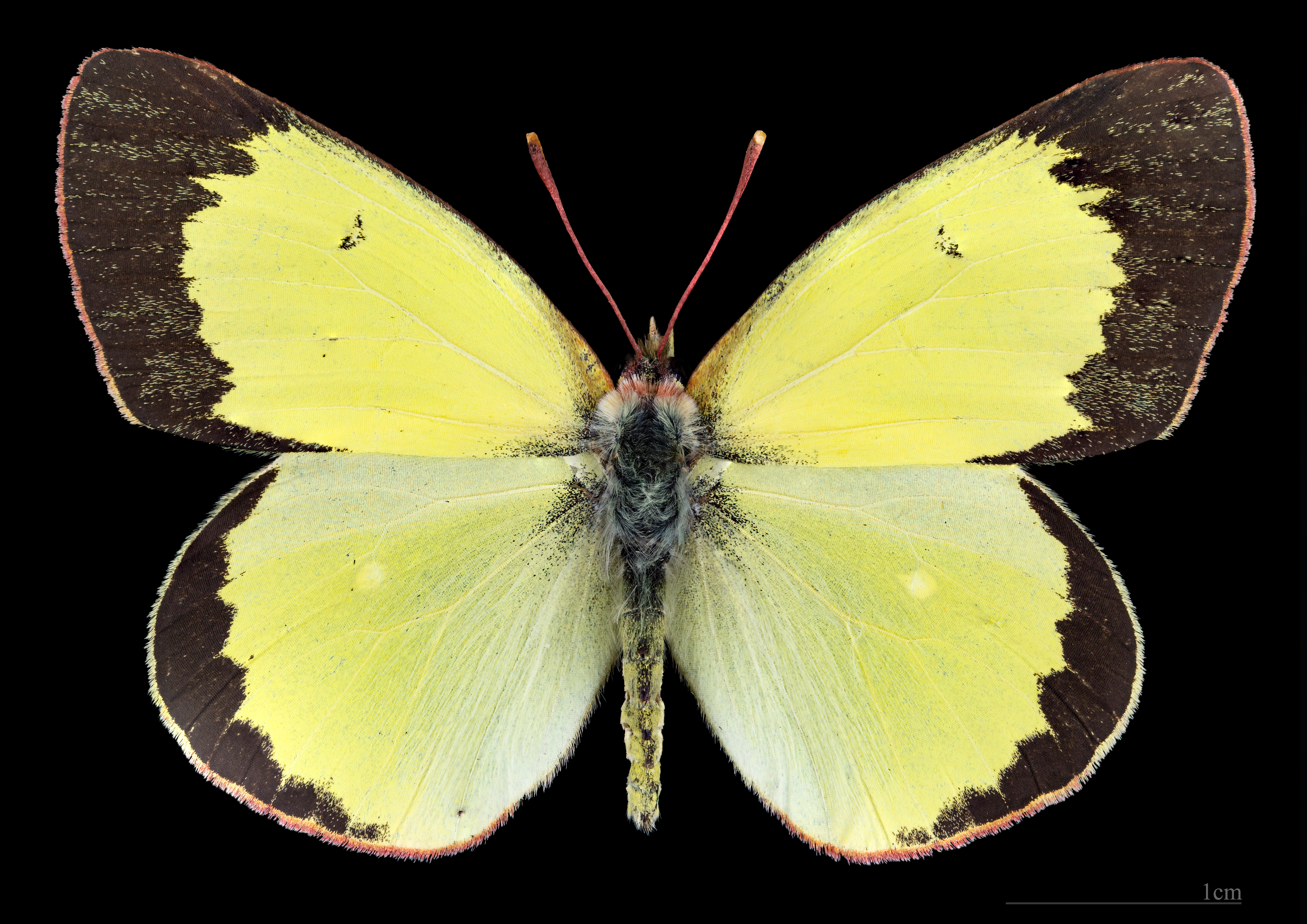
Colias palaeno ♂
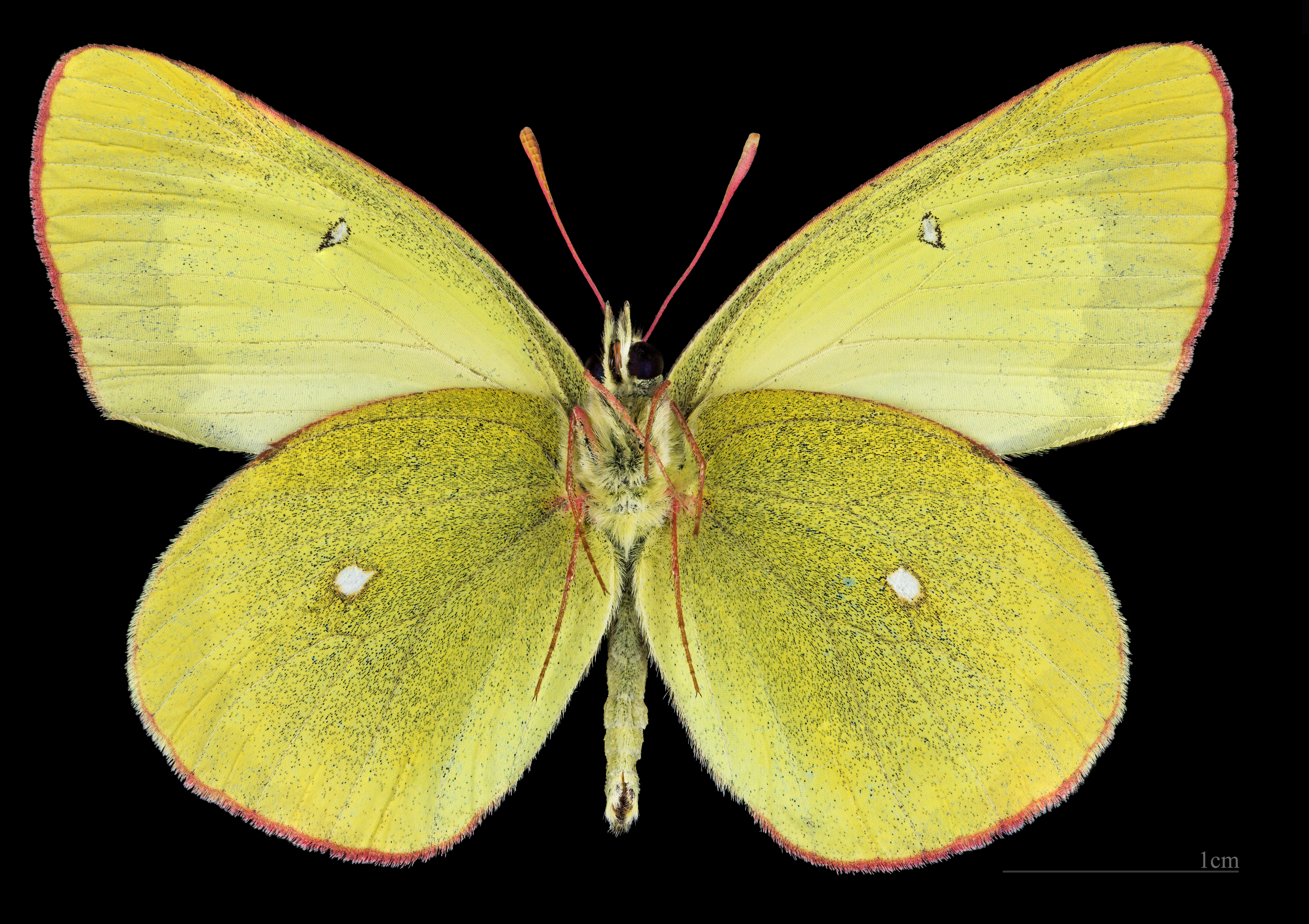
Colias palaeno ♂   △

## Életmódja
A mocsári kéneslepke kizárólag tőzegmohalápokon és más, igen nedves területeken él. Tápnövénye a mocsári áfonya (Vaccinium uliginosum).

## Szaporodása
A lepke június–július között repül. Évente egy nemzedéke van. Hernyóidőszaka augusztustól májusig tart, a hernyó áttelel.